# Andreas Prommegger
Andreas Prommegger (Schwarzach im Pongau, 10 de noviembre de 1980) es un deportista austríaco que compite en snowboard, especialista en las pruebas de eslalon paralelo.
Ganó seis medallas en el Campeonato Mundial de Snowboard entre los años 2017 y 2025.
Participó en cinco Juegos Olímpicos de Invierno, entre los años 2006 y 2022, ocupando el octavo lugar en Sochi 2014 y el sexto en Pekín 2022, en la prueba de eslalon gigante pararlelo.

## Medallero internacional
| Campeonato Mundial | Campeonato Mundial     | Campeonato Mundial | Campeonato Mundial       |
| Año                | Lugar                  | Medalla            | Prueba                   |
| ------------------ | ---------------------- | ------------------ | ------------------------ |
| 2017               | Sierra Nevada (España) | Medalla de oro     | Eslalon paralelo         |
| 2017               | Sierra Nevada (España) | Medalla de oro     | Eslalon gigante paralelo |
| 2021               | Rogla (Eslovenia)      | Medalla de plata   | Eslalon paralelo         |
| 2023               | Bakuriani (Georgia)    | Medalla de oro     | Eslalon paralelo         |
| 2023               | Bakuriani (Georgia)    | Medalla de plata   | Eslalon paralelo mixto   |
| 2025               | Engadina (Suiza)       | Medalla de bronce  | Eslalon paralelo mixto   |